# Paradela (Barcelos)
Paradela es una freguesia portuguesa del concelho de Barcelos, con 9,01km² de superficie y 853 habitantes (2001). Densidad de población: 94,7 hab/km².